# Еквівалентний діаметр тіла
Еквівалентний діаметр тіла (de) — діаметр кулі, рівновеликої за об'ємом тілу неправильної форми, наприклад, реальному зерну корисної копалини довільної форми:
de =1,24(m/δ)0,33,
де m — маса тіла; δ — густина тіла.